# Ulead Systems
Ulead Systems es una compañía de software Taiwanesa con sede en el distrito de Neihu en Taipéi, Taiwán. Desde el 12 de diciembre de 2006 es una subsidiaria de Corel.

## Historia
Ulead fue fundada el 5 de agosto de 1989 por Lotus Chen, Lewis Liaw y Way-Zen Chen, fundaron la compañía con el apoyo de Microtek después de estudiar en el Instituto para la Industria de la Información de Taiwán, el objetivo principal de la compañía fue desarrollar su primer editor de imágenes en color verdadero, PhotoStyler, para la plataforma Windows
Ulead vendió PhotoStyler a la compañía Aldus Software y cuando esta fue comprada por Adobe en 1994 PhotoStyler dejó de estar disponible. Entonces Ulead continuó desarrollando PhotoImpact 3 como producto principal de la compañía. Actualmente, PhotoImpact es conocido como un competidor de Adobe Photoshop.
Ulead Systems también desarrolla software multimedia en áreas como edición de video, autoría de DVD, utilidades web.
El 17 de septiembre de 2001, Ulead fue listado en la Bolsa de Taiwán  como 2487.TW.
El 13 de abril de 2005, InterVideo adquiere Ulead Systems por aproximadamente $68 millones de dólares y anunció la fusión con Ulead el 9 de julio de 2006, dicha fusión fue completada el 28 de diciembre de 2006.
El 28 de agosto de 2006, Corel acordó comprar InterVideo por aproximadamente $196 millones de dólares.
El 24 de octubre de 2006, Ulead es excluida de cotización en la Bolsa de Taiwán.
El 12 de diciembre de 2006, Corel anuncia que se ha completado la compra de InterVideo y Ulead.

## Products

### Video
- VideoStudio
- MediaStudio Pro/VideoGraphics Lab
- VideoTool Box
- COOL 3D, COOL 3D Production Studio

### DVD
- Burn.Now
- DVD MovieFactory
- DVD PictureShow
- DVD WorkShop

### Edición de Imagen
- COOL 360
- COOL3D
- PhotoImpact
- IPhoto Plus
- Photo Explorer
- PhotoExpress
- My Scrapbook

### Utilidad Web
- GIF Animator
- GIF-X.Plug-in
- Menu.Applet
- SmartSaver Pro

### Software para Pocket PC
- Pocket SlideShow
- Pocket DV Show

### Hogar digital
- InstaMedia